# Illa Tukarak
Tukarak és una illa deshabitada del grup de les illes Belcher del grup, a la badia de Hudson. Administrativament pertany a la regió de Qikiqtaaluk de Nunavut, Canadà. Té una superfície de 349 km² i un perímetre de 174 quilòmetres. Juntament amb les illes Flaherty, Kugong i Innetalling són les quatre illes grans del grup.